# Голицынский, Александр Николаевич
Александр Николаевич Голицынский (1864 — 1931) — русский военный деятель, генерал-майор. Герой Русско-японской и Первой мировой войны.

## Биография
В 1881 году вступил в службу после окончания Ярославского кадетского корпуса. В 1887 году после окончания Алексеевского военного училища выпущен подпоручиком в Екатеринославский 1-й лейб-гренадерский полк. В 1891 году произведён в поручики, в 1900 году произведён в штабс-капитаны. В 1901 году после окончания Офицерской стрелковой школы произведён в капитаны — командир роты.

С 1904 года подполковник, участник Русско-японской войны в составе 14-го Восточно-Сибирского стрелкового полка гарнизона крепости Порт-Артур, был ранен и контужен. За боевые отличия в этой войне был награждён рядом боевых орденов в том числе 4 апреля 1905 года Орденом Святого Георгия 4-й степени: 
За  храбрость проявленные в бою с неприятелем будучи командиром роты 14-го Восточно-Сибирского стрелкового полка гарнизона крепости Порт-Артур
С 1907 года полковник, командир 11-го Туркестанского стрелкового батальона. С 1908 года Андижанский воинский начальник. С 1910 года командир 18-го Туркестанского стрелкового полка. С 1911 года командир 62-го Суздальского пехотного полка. С 1914 года участник Первой мировой войны во главе своего полка. С 1915 года генерал-майор, командир бригады 74-й пехотной дивизии. С 1916 года генерал для поручений при командующем войсками Московского военного округа. Высочайшим приказом от 15 мая 1916 года за храбрость награждён Георгиевским оружием: 
За отличие и храбрость проявленные в боях будучи командиром 62-го пехотного Суздальского полка
В 1917 году был назначен комендантом Москвы. 8 октября 1917 года уволен от службы за болезнью. С 1918 года служил инспектором пехоты РККА, с 1923 года в отставке.
30 октября 1930 года арестован по Делу «Весна», следствию ни одного показания не дал. Скончался 2 февраля 1931 года в Бутырской тюрьме от сердечного приступа.

## Награды
- Орден Святой Анны 4-й степени «За храбрость» (ВП 1904)
- Орден Святой Анны 3-й степени с мечами и бантом (ВП 1905)
- Орден Святого Станислава 2-й степени с мечами (ВП 1905)
- Орден Святой Анны 2-й степени с мечами (ВП 1905)
- Орден Святого Георгия 4-й степени (ВП 04.04.1905)
- Орден Святого Владимира 3-й степени с мечами  (ВП 1913; ВП 28.02.1915)
- Орден Святого Станислава 1-й степени с мечами (ВП 26.10.1915)
- Георгиевское оружие (ВП 15.05.1916)
- Орден Святой Анны 1-й степени (ВП 06.12.1916)